# Егіналду Де Соуза Лемос
Егіналду Де Соуза Лемос (порт.-браз. Eguinaldo de Sousa Lemos; нар. 9 серпня 2004, Монсан, Мараньян, Бразилія) — бразильський футболіст, нападник донецького «Шахтаря».

## Клубна кар'єра
Народився в місті Монсан штату Мараньян. Футболом розпочав займатися на заплавах рідного міста, де виступав у місцевих змаганнях. Розпочав свою кар’єру в «Арцулі», до якого приєднався 2021 року та швидко просунувся до першої команди, де виступав у Серії А2 Ліги Каріоки.
Після того, як Егіналду провів певний період часу в оренді за «Васко да Гама», де виступав за молодіжну та дорослу команди, 4 серпня 2022 року він підписав з командою повноцінний контракт, розрахований до 2027 року.
Наприкінці березня 2023 року в ЗМІ з'явилася інформація, що «Шахтар» запропонував за Егіналду 2 мільйони євро, але отримав відмову. Проте донецький клуб продовжив переговори й 31 липня 2023 року оголосив про підписання гравця. 31 липня 2023 року підписав контракт із донецьким «Шахтарем» до червня 2028 року. Сума трансферу склала 3,5 мільйона євро. Дебютував у Лізі чемпіонів УЄФА у вересні 2023 року в матчі проти «Порту», ставши наймолодшим бразильцем, який виступав за «Шахтар» у єврокубках (19 років і 41 день).

## Кар'єра в збірній
У вересні 2022 року отримав перший виклик до молодіжної збірної Бразилії. У футболці молодіжної збірної дебютував 10 вересня 2022 року в переможному (1:0) товариському матчі проти юнацької збірної Узбекистану (U-19). Егіналду вийшов на поле в стартовому складі та відіграв увесь матч. Першим голом за «молодіжку» відзначився 22 квітня 2023 року на 71-й хвилині переможного (4:1) домашнього товариського поєдинку проти однолітків з Узбекистану. Лемос вийшов на поле замість Матеуса Насіменту.

## Стиль гри
Егінальдо — один із найшвидших гравців у світовому футболі; у жовтні 2022 року він показав максимальну швидкість 37,5 км/год у поєдинку бразильської Серії Б проти «Новорізонтіно». 

## Статистика виступів

### Клубна
Станом на 14 листопада 2022
| Клуб                     | Сезон             | Ліга              | Ліга  | Ліга | Кубок штату | Кубок штату | Кубок | Кубок | Конт. турніри | Конт. турніри | Інші  | Інші | Загалом | Загалом |
| Клуб                     | Сезон             | Дивізіон          | Матчі | Голи | Матчі       | Голи        | Матчі | Голи  | Матчі         | Голи          | Матчі | Голи | Матчі   | Голи    |
| ------------------------ | ----------------- | ----------------- | ----- | ---- | ----------- | ----------- | ----- | ----- | ------------- | ------------- | ----- | ---- | ------- | ------- |
| «Арцул»                  | 2021              | –                 | –     | –    | 3           | 0           | 0     | 0     | —             | —             | 4     | 1    | 7       | 1       |
| «Арцул»                  | 2022              | –                 | –     | –    | 0           | 0           | 0     | 0     | —             | —             | 0     | 0    | 0       | 0       |
| «Арцул»                  | Загалом           | Загалом           | 0     | 0    | 3           | 0           | 0     | 0     | 0             | 0             | 4     | 1    | 7       | 1       |
| «Васко да Гама» (оренда) | 2022              | Серія Б           | 4     | 1    | 0           | 0           | 0     | 0     | —             | —             | 0     | 0    | 4       | 1       |
| «Васко да Гама»          | 2022              | Серія Б           | 14    | 2    | 0           | 0           | 0     | 0     | —             | —             | 0     | 0    | 14      | 2       |
| «Васко да Гама»          | Загалом           | Загалом           | 18    | 3    | 0           | 0           | 0     | 0     | 0             | 0             | 0     | 0    | 18      | 3       |
| Усього за кар'єру        | Усього за кар'єру | Усього за кар'єру | 18    | 3    | 3           | 0           | 0     | 0     | 0             | 0             | 4     | 1    | 25      | 4       |

Коментарі
1. ↑  Матчі в Серії А2 Ліги Каріоки
2. ↑  Матчі в Кубку Ріо

## Титули та досягнення
«Шахтар»
- Чемпіон України: 2023/24
- Володар Кубка України: 2023/24, 2024/25